# Guadarrama (gmina)
Guadarrama – gmina w Hiszpanii, w prowincji Madryt, we wspólnocie autonomicznej Madrytu, o powierzchni 56,98 km². W 2011 roku gmina liczyła 15 534 mieszkańców.